# Alcimus
Alcimus is een vliegengeslacht uit de familie van de roofvliegen (Asilidae).

## Soorten
- A. aethiopicus Bigot, 1891
- A. anax Speiser, 1924
- A. angustipennis Loew, 1858
- A. brevipennis Ricardo, 1922
- A. cuthbertsoni Hobby, 1934
- A. limbatus (Macquart, 1838)
- A. longipes (Macquart, 1838)
- A. mimus (Wiedemann, 1828)
- A. nigrescens Ricardo, 1922
- A. nigropalpus Hobby, 1934
- A. porrectus (Walker, 1851)
- A. rubicundus Hobby, 1934
- A. rubiginosus Gerstaecker, 1871
- A. setifemoratus Hobby, 1934
- A. stenurus Loew, 1858
- A. taeniopus (Rondani, 1873)
- A. tigris Karsch, 1888
- A. tristrigatus Loew, 1858